# Distretto di Mansoura (Al-Mani'a)
Il distretto di Mansoura è un distretto della provincia di Al-Mani'a, in Algeria, con capoluogo Mansoura.

## Comuni
Il distretto di Mansoura comprende 2 comuni:
- Mansoura
- Hassi Fehal